# Llúdria de coll tacat
La llúdria de coll tacat (Hydrictis maculicollis) és una espècie de mamífer carnívor de la subfamília de les llúdries. És originària de l'Àfrica subsahariana.
Fa una mitjana d'un metre i pesa uns sis quilograms. Com la resta de llúdries, té el cos esvelt i les potes palmades per a nedar. Té el pelatge de color marró fosc amb taques clares al voltant de la gola.
S'alimenta de peixos i crustacis en rius i llacs d'aigua clara, cosa que li permet detectar les preses amb la vista.